# Ziegfeld Theatre
Lo Ziegfeld Theatre è stato un cinema a schermo singolo ubicato alla 141 West 54th Street nel Midtown Manhattan, New York City.

## Storia
Inaugurata nel 1969 e chiusa nel 2016, la struttura deve il suo nome al vecchio Ziegfeld Theatre del 1927, edificato dall'impresario Florenz Ziegfeld. Il 20 gennaio 2016 è stato annunciato che lo Ziegfeld avrebbe chiuso "nel giro di poche settimane" a causa della ridotta presenza.